# Histamenon
Histamenon (grško starogrško νόμισμα ἱστάμενον, nómisma  histámenon, standardni kovanec) je bil zlat bizantinski solid, ki so ga uvedli v 960. letih in je bil neznatno lažji od tetarterona. Da bi se kovanca razlikovala, je bil histamenon vbočen (skifat), večji in tanjši od solida. Njegovo ime so kasneje skrajšali na stamenon (grško στάμενον). Po letu 1092 so ga umaknili iz obtoka. V 12. in 13. stoletju se je ime stamenon uporabljalo za bilonske in bakrene traheje.

## Uvedba
Odkar je cesar Konstantin I. (vladal 306-337) leta 309 uvedel bizantinski denar, so bili glavni bizantinski kovanci, solidi ali nomizme, zelo kakovostni. Izdelani so bili iz 24 karatnega zlata in tehtali 4,55 g. Cesar Nikefor II. Fokas (vladal 963-969) je uvedel nov kovanec, nomizmo tetarteron (četrtak), ki je bil izdelan iz 22 karatnega zlata, kar je približno 1/12 manj kot v prvotni nomizmi. Kovanec je postal znan kot histamenon. Ime izvira iz grškega glagola ἵστημι [histemi], ki pomeni vstati in namiguje, da je sledil ustaljenemu standardu. Razlogi za spremembo niso jasni. Bizantinske kronisti trdijo, da so bili glavni motiv državne finance: Nikefor je pobiral davke v histamenonih, račune pa je plačeval  v uradno enakovrednih, vendar lažjih tetarteronih.
Sprva sta bila kovanca navidezno enaka, čeprav je bil drugi lažji. Proti koncu vladanja cesarja Bazilija II. (vladal 976–1025) so začeli kovati manjši in debelejši tetarteron, medtem ko je histamenon postal ustrezno večji in tanjši. Kovanca sta se ikonografsko razlikovala samo med vladavino Konstantina VIII. (vladal 1025–1028).
Od sredine 11. stoletja je imel tetarteron premer 18 mm, njegova masa pa je bila navidezno standardizirana na 3,98 g, kar je precej manj od stamenona iz leta 1030. Mihael IV. Paflagonec je poleg tega začel kovati rahlo vbočene kovance (skifati), verjetno zato, da so se zaradi majhne debeline teže upogibali. V tem času so se še vedno kovali tudi ravni kovanci. Skifati so začeli prevladovati med vladavino Konstantina IX. Monomaha (vladal 1042–1055), pod Izakom I. Komnenom pa so postali standard. Vbočeni kovanci so zaradi svoje oblike postali znani kot histamenska traheja ali enostavno traheje (iz grškega τραχέα [trahéa], neraven).

## Razvrednotenje in ukinitev
Med vladavino Mihaela IV. (vladal 1034–1041), ki je bil nekdanji posojevalec denarja, se je začela vsebnost zlata v kovancih zniževati in denar je začel izgubljati svojo vrednost. Po obdobju relativne stabilnosti v letih 1055-1070  je v 1070. in 1080. letih  vsebnost zlata dramatično upadla. Pod Mihaelom VII.  (vladal 1071-1078)  se je nomizma še kovala iz 16 karatnega zlata, pod Aleksejem I. Komnenom  (vladal 1081-1118) pa je bila skoraj brez zlata.  Aleksej I. je zato leta 1092 izvedel obsežno denarno reformo, s katero je, med drugim, razvrednotene histamenone in tetarterone zamenjal z novim, zelo kakovostnim hiperpironom.
Odtlej se je v 12. in 13. stoletju izraz stamenon uporabljal za podobne vbočene bilonske in bakrene kovance (traheje).